# カール・マリア・フォン・ボックレト
カール・マリア・フォン・ボックレト（Carl Maria von Bocklet 1801年11月30日 - 1881年7月15日）は、ボヘミアの作曲家、ピアニスト、音楽教師。

## 生涯
ボックレトはプラハに生まれた。ベドルジフ・ディヴィシュ・ヴェベルの下で学んだ後、1821年にウィーンへと移り「ピアノフォルテのための興味深く自由な幻想曲によって（中略）大変に評判となった。」ウィーンでの著名な門弟にはエドゥアルト・マルクスゼンがいる。ベートーヴェンはボックレトを紹介する書状を書いており、またシューベルトとは親交を築いた。また、ショパンに影響を与えた可能性も高いと見込まれている。
1828年、ボックレトはヴァイオリンのイグナーツ・シュパンツィヒ、チェロのヨーゼフ・リンケとともにシューベルトの2つのピアノ三重奏曲（第1番、第2番）を初演している。ベートーヴェンがvon Zmeskall男爵当てにボックレトを推薦した書簡（1817年？）に記載されている通り、彼はヴァイオリンにも相当の腕前を有していた。
ボックレトは作曲家として『ディアベリのワルツによる変奏曲集』の第2変奏を担当している。
79歳でウィーンに没した。